# Chumusjkuri
Chumusjkuri (georgiska: ხუმუშკური) är ett vattendrag i Georgien. Det ligger i regionen Abchazien, i den västra delen av landet, 290 km väster om huvudstaden Tbilisi.